# Lepreo
En la mitología griega, Lepreo es el hijo de Poseidón y de Astidamía, héroe epónimo de la ciudad de Lepreon. 
Aconsejó a Augías que apresara a Heracles en vez de darle la recompensa ofrecida por limpiar los pesebres de los ganados de aquel.
Por su odio a Hércules lo desafió en una lucha en la que fue muerto por el héroe.
Aparece citado en los doce trabajos de Hércules; en el quinto titulado “los establos de Augias” se dice también que Heracles y Lepreo apostaron sobre quién tardaba menos en comerse un buey, perdiendo el primero.
- Datos: Q4259170